# Tanaecia atrapaces
Tanaecia atrapaces är en fjärilsart som beskrevs av William Chapman Hewitson 1876. Tanaecia atrapaces ingår i släktet Tanaecia och familjen praktfjärilar. Inga underarter finns listade i Catalogue of Life.